# Беса-Луиш, Агуштина
Агуштина Беса-Луиш (порт. Agustina Bessa-Luís, 15 октября 1922[…], Vila Meã, Амаранти — 3 июня 2019, Порту) — португальская писательница, драматург, автор книг для детей.

## Биография
Отец — негоциант, одно время работал в Бразилии. В 1932 году Агуштина вместе с семьёй переехала в Порту. В 1945 году вышла замуж за адвоката Алберту Луиша, жила в Коимбре, с 1950 года — в Порту.
В 1986—1987 годах — главный редактор газеты O Primeiro de Janeiro (Порту). Директор Национального театра в Лиссабоне (1990—1993).
Дочь Моника Балдаки — художница и писательница, внучка Леонор Балдаки — киноактриса и писательница, играла в нескольких фильмах, поставленных по произведениям бабушки.

## Произведения

### Романы, повести, рассказы
- 1948 — Mundo Fechado (переизд. 2004)
- 1950 — Os Super-Homens
- 1951—1953 — Contos Impopulares (новеллы)
- 1954 — Сивилла/ A Sibila (премия Эсы де Кейроша; англ. пер. 1953, фр. пер. 1954, исп. и каталан. пер. 1981, нем. пер. 1987)
- 1956 — Os Incuráveis
- 1957 — A Muralha
- 1958 — O Susto
- 1960 — Ternos Guerreiros
- 1961 — O Manto
- 1962 — O Sermão do Fogo
- 1964 — As Relações Humanas: I — Os Quatro Rios
- 1965 — As Relações Humanas: II — A Dança das Espadas
- 1966 — As Relações Humanas: III — Canção Diante de uma Porta Fechada
- 1967 — A Bíblia dos Pobres: I — Homens e Mulheres (Национальная премия)
- 1970 — A Bíblia dos Pobres: II — As Categorias
- 1971 — A Brusca (новеллы)
- 1975 — Счастливые люди/ As Pessoas Felizes
- 1976 — Crónica do Cruzado Osb
- 1977 — Фурии/ As Fúrias
- 1979 — Fanny Owen (роман, экранизирован)
- 1980 — O Mosteiro (премия Дона Диниша, премия ПЕН-Клуба Португалии)
- 1983 — Os Meninos de Ouro
- 1983 — Adivinhas de Pedro e Inês (исторический роман)
- 1984 — Um Bicho da Terra (исторический роман о философе Уриэле Акоста)
- 1984 — Um Presépio Aberto
- 1985 — A Monja de Lisboa (исторический роман о монахине Маргарите Марии Алакок)
- 1987 — Северный двор/ A Corte do Norte (исторический роман, экранизирован)
- 1988 — Prazer e Glória
- 1988 — A Torre (новелла)
- 1989 — Eugénia e Silvina
- 1991 — Долина Авраама / Vale Abraão (роман, экранизирован)
- 1992 — Ordens Menores (Премия критики)
- 1994 — As Terras do Risco (роман, экранизирован)
- 1994 — O Concerto dos Flamengos
- 1995 — Aquário e Sagitário
- 1996 — Memórias Laurentinas
- 1997 — Um Cão que Sonha
- 1998 — O Comum dos Mortais
- 1999 — A Quinta Essência
- 1999 — Dominga (новелла)
- 2001 — Принцип неопределенности/ O Princípio da Incerteza: I — Jóia de Família (роман, Большая премия Союза писателей Португалии, экранизирован)
- 2002 — O Princípio da Incerteza: II — A Alma dos Ricos
- 2003 — O Princípio da Incerteza: III — Os Espaços em Branco
- 2004 — Antes de Degelo
- 2005 — Doidos e Amantes
- 2006 — Ночной дозор/ A ronda da noite

### Биографии
- 1979 — Santo António
- 1979 — Флорбела Эшпанка
- 1981 — Себастьян Жозе Помбал
- 1982 — Longos Dias Têm Cem Anos — Presença de Vieira da Silva
- 1986 — Martha Telles: o Castelo Onde Irás e Não Voltarás

### Пьесы
- 1958 — Неразлучные, или Друг по завещанию/ Inseparável ou o Amigo por Testamento
- 1961 — As Etruscas
- 1986 — Прекрасная португалка/ A Bela Portuguesa
- 1992 — Непосредственные эротические переживания Сёрена Кьеркегора/ Estados Eróticos Imediatos de Soren Kierkegaard
- 1996 — Party: Garden-Party dos Açores (экранизирована)
- 1998 — Garret: O Eremita do Chiado

### Путевые записки, мемуары, эссе
- 1961 — Embaixada a Calígula (путевые записки)
- 1979 — Conversações com Dimitri e Outras Fantasias (эссе)
- 1980 — Arnaldo Gama — «Gente de Bem»
- 1981 — A Mãe de um Rio (экранизирована)
- 1982 — Antonio Cruz, o Pintor e a Cidade
- 1982 — D.Sebastião: o Pícaro e o Heroíco
- 1986 — Апокалипсис Альбрехта Дюрера/ Apocalipse de Albrecht Dürer
- 1988 — Aforismos
- 1991 — Бразильский бревиарий/ Breviário do Brasil (дневник путешествия)
- 1994 — Camilo: Génio e Figura
- 1995 — Um Outro Olhar sobre Portugal (путевые записки)
- 1996 — Alegria do Mundo I: escritos dos anos de 1965 a 1969
- 1997 — Douro (в соавторстве с Моникой Балдаки)
- 1998 — Alegria do Mundo II: escritos dos anos de 1970 a 1974
- 1998 — Os Dezassete Brasões
- 1999 — Спящая красавица/ A Bela Adormecida (рассказ)
- 2000 — O Presépio: Escultura de Graça Costa Cabral
- 2000 — Contemplação Carinhosa da Angústia (эссе)
- 2001 — Менины/ As Meninas
- 2002 — Книга Агуштины/ O Livro de Agustina (автобиография)
- 2002 — Azul
- 2002 — As Estações da Vida
- 2004 — O Soldado Romano
- 2012 — Civilidade (эссе)
- 2012 — Кафкиана/ Kafkiana (эссе)

## Экранизации произведений писательницы
- 1981 — Франсишка/ Francisca (Мануэл де Оливейра, по роману Fanny Owen)
- 1993 — Долина Авраама/ Vale Abraão (Мануэл де Оливейра)
- 1995 — Монастырь/ O Convento (Мануэл де Оливейра, по роману As Terras do Risco)
- 1996 — Вечеринка/ Party (Мануэл де Оливейра, по пьесе Party: Garden-Party dos Açores)
- 1998 — Беспокойство/Inquietude (Мануэл де Оливейра, по рассказу A Mãe de um Rio)
- 2002 — Принцип неопределенности/ O Princípio da Incerteza (Мануэл де Оливейра)
- 2005 — Волшебное зеркало/ Espelho Mágico (Мануэл де Оливейра, по роману A Alma dos Ricos)
- 2001 — Порту моего детства/ Porto da minha infância (Мануэл де Оливейра)
- 2009 — Северный двор/ A Corte do Norte (Жуан Ботелью)

## Признание
Член Академии наук Лиссабона. Член-корреспондент Бразильской академии литературы. Почётный доктор университета Порту. Лауреат премии г. Порту (1982), кинопремии Золотой глобус за жизнь в литературе (Португалия, 2002), Премии Камоэнса (2004), премии Виржилио Феррейры (2004) и др. С 2008 года публикуется полное собрание сочинений писательницы.